# Jakuren
Jakuren (寂蓮; 1139 – 9 agosto 1202) è stato un poeta giapponese waka del tardo periodo Heian e il primo periodo Kamakura.
Il suo nome prima di diventare monaco era Fujiwara no Sadanaga (藤原定長).

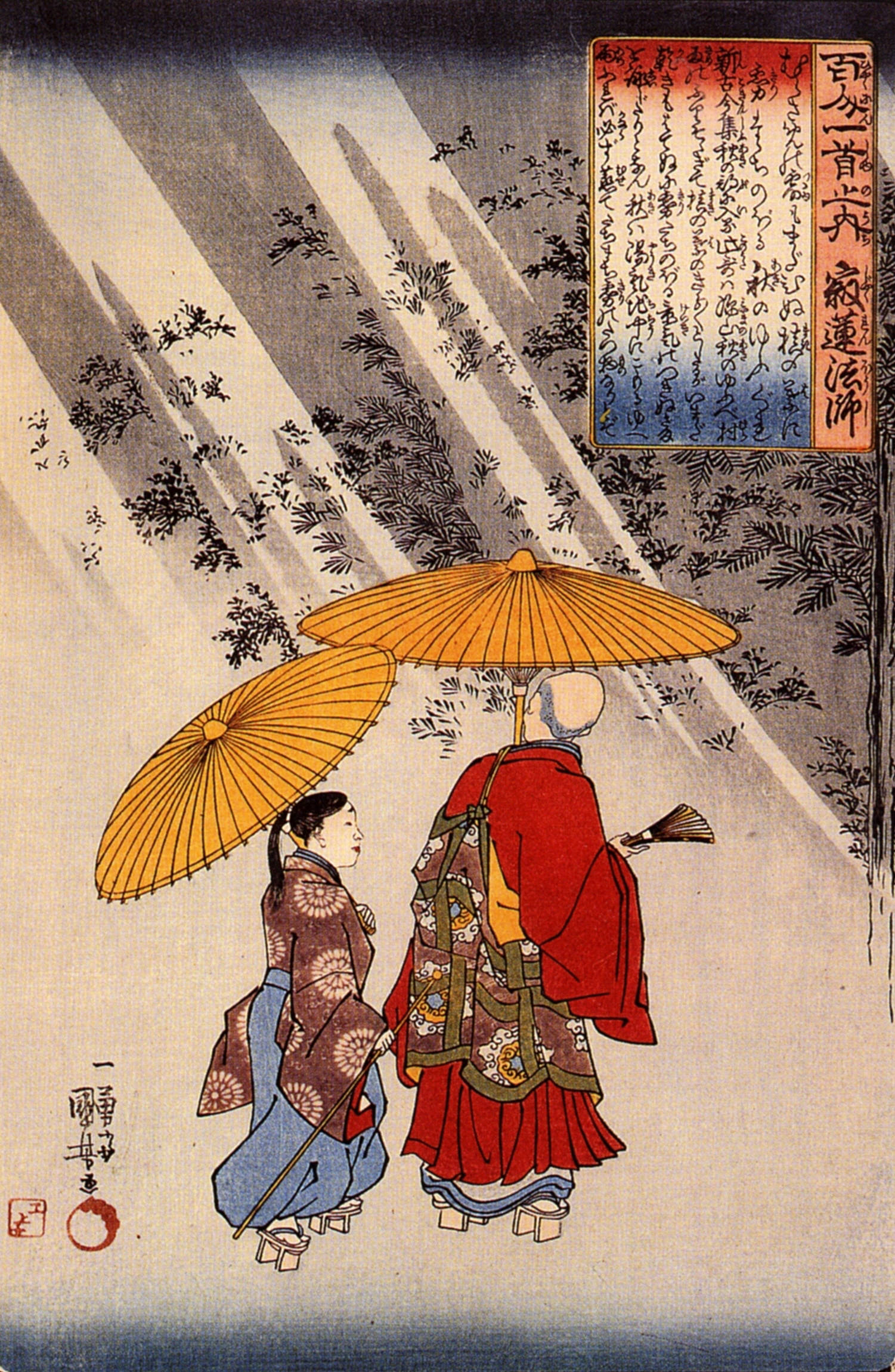
Jakuren (Utagawa Kuniyoshi)

## Biografia
Suo padre era il monaco Shunkai. Intorno al 1150 fu adottato da suo zio Fujiwara no Shunzei alla morte del fratello minore di Shunzei e fu promosso jugoi. Shunzei originariamente intendeva che Sadanaga fosse il suo erede, tuttavia, in seguito ebbe due suoi figli maschi e Sadanaga fu costretto a farsi da parte a favore di Fujiwara no Sadaie. Come era pratica comune all'epoca, divenne monaco e acquisì il nome religioso di Jakuren.

## Opera poetica
Prendendo Saigyō come modello, viaggiò per il paese, componendo poesie dei suoi viaggi. Era ben considerato ai suoi tempi e spesso associato a Fujiwara no Teika. Fu uno dei sei compilatori dell'ottava antologia waka imperiale, il famoso Shin Kokin Wakashū, e trentacinque delle sue poesie furono selezionate per l'opera. Prima di morire, adottò Fujiwara no Ietaka, allievo di Shunzei. Una delle sue poesie è stata inclusa nella famosa antologia di poesie Hyakunin Isshu.
(Ogura Hyakunin Isshu N° 87)
Ha anche compilato una raccolta di sue poesie il Jakuren Hoshi-shū (寂蓮法師集).

## Come calligrafo
Era anche noto come calligrafo e le sue opere esistenti sono le seguenti:

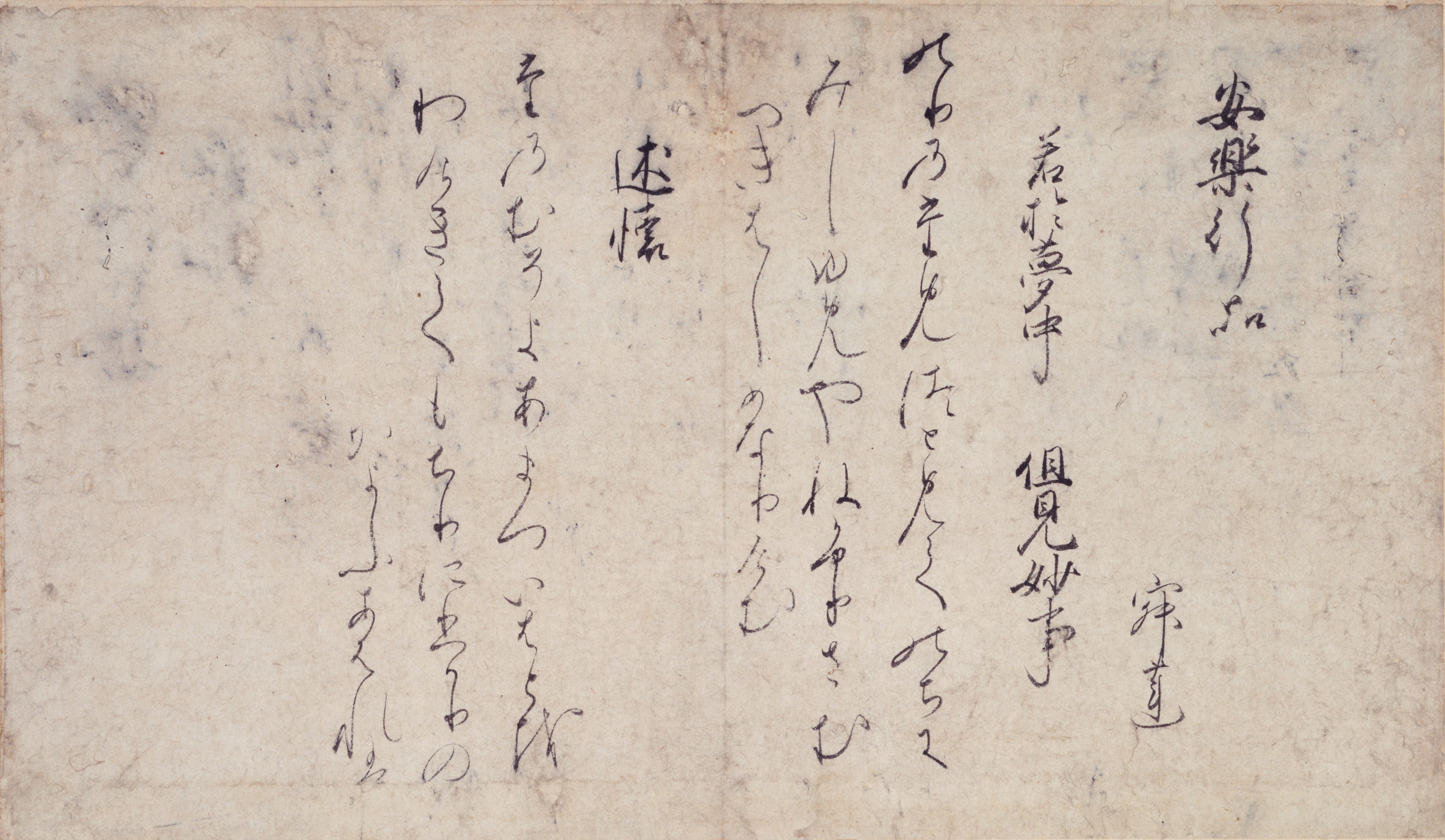
Ippon kyo waka kaishi, Museo nazionale di Kyoto, Tesoro nazionale del Giappone

- Ippon kyo waka kaishi (Creare poesie waka su carta kaishi copiando Ippon sutra)

- Poesie Kumano Kaishi

Gli antichi scritti giapponesi compilati tra il tardo periodo Heian e il primo periodo di Kamakura hanno molti autori, ma pochi hanno una paternità certa, ma entrambi questi due scritti hanno firme e sono autografi affidabili dell'autore.